# Gräberfeld von Sollentuna

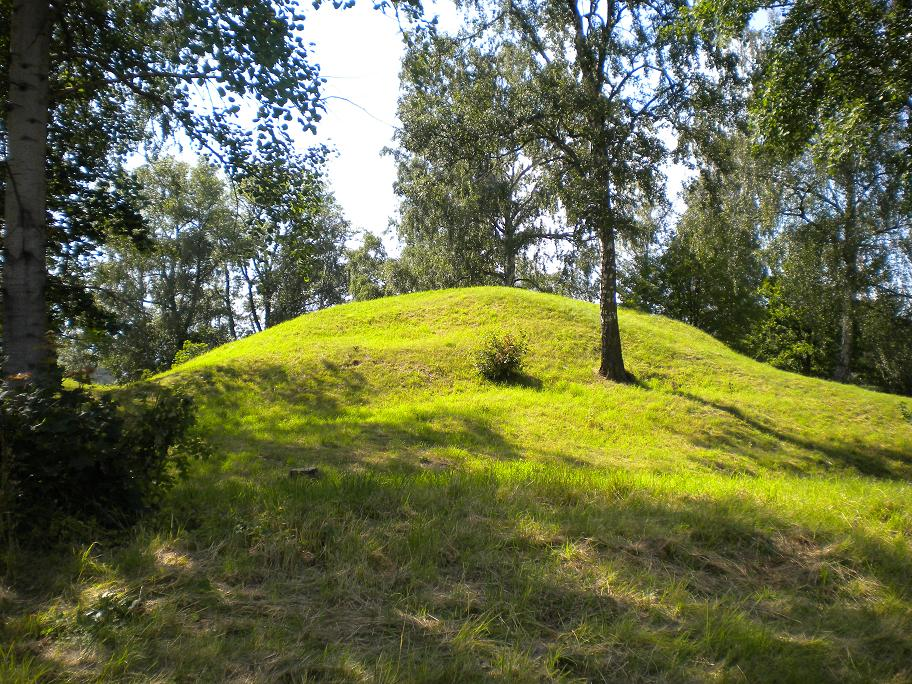
Der Kungshög von Sollentuna

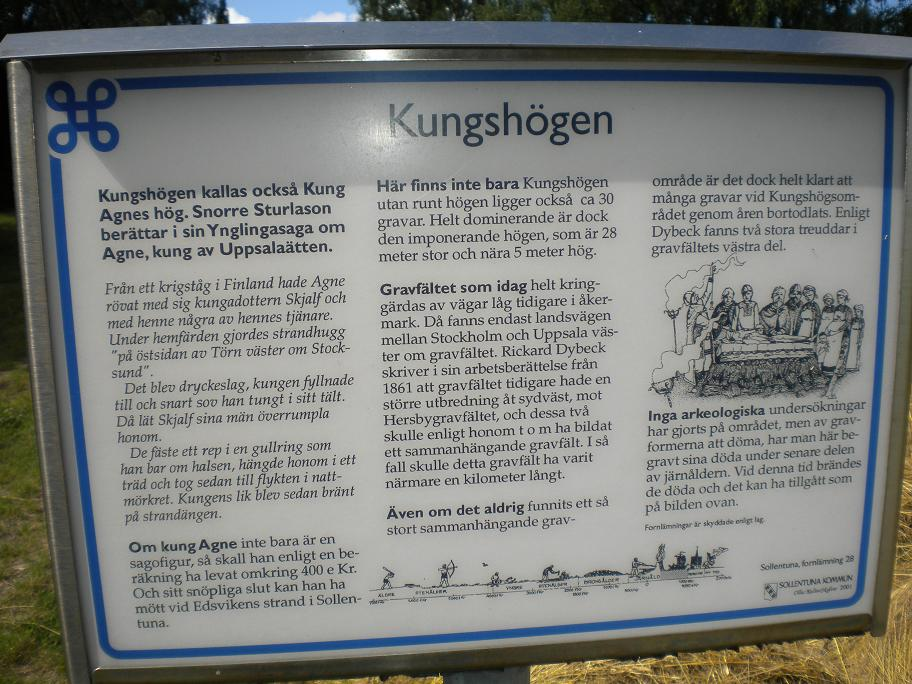
Hinweistafel Kungshögen

Das Nord-Süd orientierte etwa 100 × 70 m messende eisenzeitliche Gräberfeld von Sollentuna liegt in Sollentuna in Uppland in Schweden und besteht aus 15 Grabhügeln und 13 runden Steinsetzungen. 
Der größte Grabhügel, der Kungshög (deutsch „Königshügel“), hat eine Höhe von etwa 5,0 m und 28,0 m Durchmesser. Im Hügel befinden sich eine Anzahl Gruben. Die anderen Grabhügel sind mit 6,0 bis 10,0 m Durchmesser und Höhen zwischen 0,6 und 1,2 m deutlich kleiner. Ein kleiner Hügel hat eine erhaltene Randsteinkette aus kleinen Steinen. Ein höherer Hügel hat mittig eine Grube. Die runden Steinsetzungen haben 4,0 bis 12,0 m Durchmesser und sind 0,3 bis 1,0 m hoch. Zwei haben eine befestigte, teilweise sichtbare Kante aus 0,3 bis 0,4 m großen Steinen. Zwei Steinsetzungen haben Mittelsteine und zwei haben mittlere Gruben. Ein Hügel und eine Steinsetzung sind beschädigt.
In Södersätra, östlich von Sollentuna steht der Runenstein U 101, einer der Jarlabankestenarna (RAÄ-Nr. Sollentuna 74:1). Hier liegt auch das Gräberfeld von Edsängens. 